# Sauranthura goldmanorum
Sauranthura goldmanorum är en kräftdjursart som beskrevs av Gary C.B. Poore och Brian Frederick Kensley 1981. Sauranthura goldmanorum ingår i släktet Sauranthura och familjen Anthuridae. Inga underarter finns listade i Catalogue of Life.